# Кременчугский колледж транспортной инфраструктуры
Кременчугский колледж транспортной инфраструктуры и технологий (укр. Кременчуцький коледж транспортної інфраструктури та технологій) — колледж, готовящий специалистов железнодорожного транспорта в городе Кременчуг Полтавской области.

## История
Основан техникум в 1878 году как железнодорожное училище.
В 1904 году было построено здание для училища, которое оно занимает и ныне. В 1907 году училище было переименовано в Кременчугский техникум механических специальностей. До 1917 года училище успело подготовить 1028 специалистов по специальности «Паровозная тяга». В 1925 году у техникума меняется название на новое — техническая школа, в 1931 году его вновь стали именовать техникумом.
В годы Великой Отечественной войны, с 1941 по 1943 год техникум был эвакуирован в Тамбов. После освобождения Кременчуга от захватчиков техникум возвращается из эвакуации и начинает подготовку специалистов: локомотивщиков (Паровозное хозяйство) и вагонников (Вагонное хозяйство).
Здание техникума включено в перечень памятников архитектуры Кременчуга.

## Направления подготовки
Техникум готовит молодых специалистов для нужд железнодорожного транспорта и промышленных предприятий Украины на базе среднего образования по специальностям: Локомотивное хозяйство, Вагонное хозяйство, Путевое хозяйство.

## Известные выпускники
Кременчугский техникум окончили Герои Социалистического Труда Пётр Фёдорович Кривонос, Константин Иванович Даниленко, Герои Советского Союза Фёдор Илларионович Марченко, Георгий Николаевич Прокопенко, поэт Иван Иванович Шевченко, 66 почётных железнодорожников.